# David Hillier
Pour les articles homonymes, voir Hillier.
David Hillier est un footballeur anglais né le 18 décembre 1969 à Blackheath.

## Carrière
- 1990-1996 : Arsenal  Angleterre
- 1996-1999 : Portsmouth  Angleterre
- 1999-2007 : Bristol Rovers  Angleterre